# Arnau de Gurb

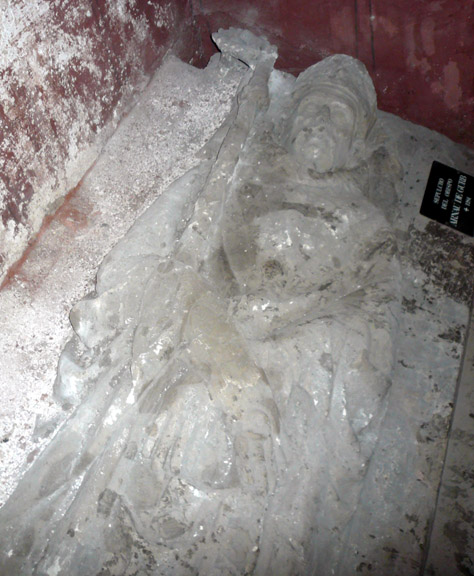
Estàtua jacent d'Arnau de Gurb al seu sepulcre, d'estil gòtic, situat a la capella de Santa Llúcia (vegeu el sepulcre sencer)

Arnau de Gurb fou bisbe de Barcelona de 1252 a 1284.
Era fill del castlà Ramon de Gurb i d'Adelaida de Mont-ral. Abans havia estat canonge de la catedral de Vic, quan n'era bisbe Bernat Calvó i el 1248 ja era ardiaca major de Barcelona. Va ampliar el palau episcopal, si bé bona part de l'obra que hi va fer ha estat destruïda per reformes posteriors, i va fer construir la capella de Santa Llúcia, actualment part de la catedral i aleshores part del palau episcopal.
Amb Jaume I, va participar en la conquesta del regne de Múrcia i va ser ambaixador a la cort de França, per a negociar amb el rei d'aquest país el tractat de Corbeil. Va tenir molta relació amb Sant Ramon de Penyafort i va promoure el culte a la Immaculada Concepció i el 1281 decretà de precepte la festa al bisbat.
Protegí els ordes religiosos, organitzà els béns eclesiàstics i donà forma a la Pia Almoina.
El seu sepucre es troba a la capella de Santa Llúcia i queda un dels rars sepucres ben conservats del segle xiii.